# Gastrodia africana
Gastrodia africana Kraenzl., es una especie de orquídea de hábito terrestre. 

## Hábitat y distribución
Es endémica de Camerún. Su hábitat natural son los bosques secos tropicales o subtropicales. Está tratada en peligro de extinción por pérdida de hábitat. 